# Arènes de la Croix du Prince
Les arènes de la Croix du Prince sont inaugurées le 10 mars 1912 et détruites en 1923. D'une capacité de 5000 places, ces arènes devaient leur nom à la proximité du stade de la Croix-Du-Prince, avenue Bernadotte à Jurançon. Les arènes sont dédiées aux courses landaises et à la pelote basque, et ont parfois été le théâtre de jeux provençaux, ou de concours de gymnastique et de boxe,,.
Les arènes sont détruites au lendemain de la Première Guerre mondiale, mises en vente en 1923 et détruites peu après pour laisser place à des habitations.
Les arènes sont visibles sur un document d'archives de la ville de Pau.
Un autre document montre un combat de boxe poids-lourd entre Charles Péguilhan, représentant le Ring Béarnais et Puccineri du Boxing Club toulousain, avec le fronton en arrière plan. Ce combat a eu lieu le 26 juin 1923, et s'est soldé par la victoire de Péguilhan par abandon au troisième round,.

## Histoire
À Pau, la tradition taurine est moins prégnante que dans le Nord du Béarn ou dans les Landes, qui sont des terres où la course landaise est fortement implantée. Néanmoins, des arènes en bois sont construites en 1912, édifiées par les frères Brienne, entrepreneurs de spectacle audacieux.
Les arènes de la Croix du Prince sont ainsi dédiées uniquement aux courses landaises et à la pelote basque. Les arènes sont conçues pour accueillir plus de 4000 personnes et offrent 800 places couvertes.
L'inauguration est un succès, et les courses landaises sont appréciées du public
Après des courses landaises animées, vinrent les corridas espagnoles et portugaises. Dans ces arènes se produisit l'élégant marquis don Ruy de Camara, monté sur son célèbre et fougueux cheval blanc, multipliant les stupéfiantes passes à la poursuite du toro.
Conchita Cintrón, restée dans l'histoire de la tauromachie comme la première femme rejoneadora célèbre, bien qu'elle ne soit pas la première torera à cheval s'y est notamment produite.
Les arènes de la Croix-du-Prince ayant vécu, les frères Brienne en édifièrent de nouvelles à la Haute-Plante (ancien nom de la Place de Verdun), réservées à des courses landaises et plus proche du centre-ville.
Les arènes sont démontées en 1923, et le bois vendu pour chauffage.

### Pelote basque
Ces arènes, avant la construction du stadium de la Gare, permettait la pratique de la pelote basque à Pau.
Ce furent les retentissants débuts de la pelote basque à chistera avec les virtuoses de l'heure : l'extraordinaire champion du monde Chiquito de Cambo, alors au sommet de son art, s'y est produit à de multiples reprises. Les arènes ont également accueilli de la gymnastique,,,.

### Théâtre en plein air
Afin de maximiser les revenus, les frères Brienne se tournèrent vers Maxime Bertrand, directeur du palais d'hiver. Ainsi, les arènes accueillirent des représentations de Carmen. II y eut aussi de beaux galas avec L'Arlesiana et d'autres spectacles qui ne manquaient pas d'allure.
Des représentations de théâtre s'y sont déroulées, dont Romuald Joubé pour une représentation de Huon de Bordeaux entre autres,.

### Fêtes des vendanges
C'est dans le cadre des arènes de la Croix du Prince qu'avait lieu avant la Première Guerre mondiale, les fameuses « fêtes des vendanges » en l'honneur du vin de jurançon.

## Iconographie
| Images externes | |
|                 | Vue aérienne de Pau, avec le stade de la Croix du Prince et les arènes de la Croix du Prince 41Fi316 vers 1920 (consultation sur archives.agglo-pau.fr) |
|                 | Arènes de la Croix du Prince, combat de boxe, juin 1923 41Fi313 (consultation sur archives.agglo-pau.fr)                                                |

Des photographies des arènes, non-libres de droit, sont disponibles à la consultation sur le site des archives de la ville de Pau.
La première est une vue aérienne du stade de la Croix du Prince et des arènes de la Croix du Prince, prise vers 1920.
La seconde est un cliché du combat de boxe poids-lourd entre Charles Péguilhan, représentant le Ring béarnais et Puccineri du Boxing club toulousain, avec le fronton en arrière plan. Ce combat a eu lieu le 26 juin 1923, et s'est soldé par la victoire de Péguilhan par abandon au troisième round,.